# Alexander Wyclif Reed
Alexander Wyclif Reed (Auckland, 7 marzo 1908 – Wellington, 19 ottobre 1979) è stato uno scrittore australiano.
Con lo zio Alfred ha fondato la casa editrice A. H. & A. W. Reed, una delle prime case editrici della Nuova Zelanda. Come autore è stato conosciuto più comunemente come A. W. Reed. Ha scritto più di 200 libri con una serie di opere che fanno riferimento alla cultura del Maori.